# NGC 4709
NGC 4709 é uma galáxia elíptica (E1) localizada na direcção da constelação de Centaurus. Possui uma declinação de -41° 22' 57" e uma ascensão recta de 12 horas, 50 minutos e 03,9 segundos.
A galáxia NGC 4709 foi descoberta em 7 de Maio de 1826 por James Dunlop.